# Журавлиха (Бурятия)
Журавли́ха — посёлок в Баргузинском районе Бурятии. Входит в сельское поселение «Адамовское».

## География
Расположен на правобережье реки Баргузин, на речке Журавлихе (в 1 км к северо-западу от места её впадения в Баргузин), в 8 км к северо-востоку от центра сельского поселения, села Адамово, и в 19 км к юго-западу от районного центра, села Баргузин, по северной стороне региональной автодороги Р438 «Баргузинский тракт».

## Население
| 2002 | 2010 |
| ---- | ---- |
| 124  | ↘83  |

## Инфраструктура
Фельдшерско-акушерский пункт.

## Экономика
Заготовка и переработка древесины.